# Alcollarín
Alcollarín là một đô thị trong tỉnh Cáceres, Extremadura, Tây Ban Nha. Theo điều tra dân số 2006 (INE), đô thị này có dân số là 312 người.

## Biến động dân số
| 1900 | 1910 | 1920 | 1930 | 1940 | 1950 | 1960 | 1970 | 1981 | 1991 | 1996 |
| 867  | 897  | 930  | 945  | 1171 | 1040 | 1141 | 769  | 457  | 296  | 382  |
| 1998 | 1999 | 2000 | 2001 | 2002 | 2003 | 2004 | 2005 | 2006 | 2007 |      |
| 364  | 352  | 348  | 346  | 343  | 323  | 310  | 308  | 312  | 315  |      |